# 小野りか
小野 りか（おの りか、1986年5月9日 - ）は、埼玉県出身のタレント、元レースクイーン。
身長163cm、B85・W58・H85。 血液型はB型。トータルベネフィット→フィットワンを経て、2008年からサムティプロモーションに所属していたが、現在は退所している。

## 略歴
- トータルベネフィット時代は「丸山純」の芸名で活動。2005年には週刊ヤングジャンプNo.39のグラビア[1]に登場。同年8月 - 9月には映画『頭文字D THE MOVIE』のキャンペーンガールユニット「86ガールズ」として佐久間恵、野呂直美と共にPR活動を行い[2]、2006年のSUPER GTでは「GT300TEAM洗剤革命」レースクイーンを務めた。ちなみに丸山純時代は1984年生まれと表記されていた[3]。
- この他にも芸能人女子フットサルチーム「Team Good（後のZENT sweeties）」に所属していたが、2007年6月で退団している。

## DVD
- まるまるまるじゅん（日本デジタルコミュニケーションズ・2007年3月28日発売） - 丸山純名義

## 関連人物
- 柚木あゆり - 小野と共に同年の洗剤革命レースクイーンを務めた。